# Gerald Ford
Gerald Rudolph Ford jr. (Omaha, Nebraska, 14 juli 1913 – Rancho Mirage, Californië, 26 december 2006) was de 38e president van de Verenigde Staten. Daarvoor was hij de 40e vicepresident van de Verenigde Staten, van 1973 tot 1974 onder president Richard Nixon. Hij was een politicus van de Republikeinse Partij.

## Biografie

### Jeugd en vroege carrière
Ford werd geboren als Leslie Lynch King jr. en groeide op in Grand Rapids, Michigan als zoon van Leslie Lynch King sr. en Dorothy Ayer Gardner Ford. Hij werd herdoopt onder de naam Gerald Rudolph Ford Jr., nadat hij als kind werd geadopteerd door de tweede echtgenoot van zijn moeder. Hij was een goede Americanfootballspeler. Zijn team van de University of Michigan was twee seizoenen ongeslagen. In 1934 werd Ford gekozen als most valuable player. Daarna volgde hij een rechtenstudie aan de Yale-universiteit.
Tijdens de Tweede Wereldoorlog diende hij onder andere op een vliegdekschip, dat in gevechten betrokken was bij Saipan en de Filipijnen. In december 1944 verloor hij bijna het leven toen zijn schip in een orkaan verzeild raakte. In 1946 verliet hij de dienst als luitenant-kolonel en trad toe tot een advocatenkantoor.
Ford koos in 1948 voor een politieke loopbaan en werd in 1949 gekozen in het Huis van Afgevaardigden voor de Republikeinse Partij. Tijdens zijn eerste campagne bezocht hij veel boeren en beloofde hij hun dat hij hun koeien zou komen melken als hij gekozen zou worden. Hij was afgevaardigde voor het 5e district van Michigan van 1949 tot 1973. Als Congreslid was hij het actiefste lid van de Commissie-Warren die de moord op president Kennedy onderzocht. Van 1965 tot 1973 was hij fractieleider van de Republikeinen. In die periode was hij een verklaard tegenstander van de Democratische president Lyndon Johnson; hij vond diens sociale plannen te ver gaan en de militaire inzet in Vietnam niet ver genoeg.

### Vicepresident
In 1973 trad vicepresident Spiro Agnew af vanwege corruptie. Kort daarvoor was aan de grondwet een bepaling toegevoegd die het Congres machtigde om in een vacature van vicepresident te voorzien. Tot dan toe gold de voorzitter (Speaker) van het Huis van Afgevaardigden als tussentijdse opvolger van de president. Fords aanstelling werd vlot goedgekeurd, omdat de kans toen al groot was dat Nixon vroeg of laat zou moeten aftreden. Ford legde de eed af tijdens een eenvoudige plechtigheid in het Huis van Afgevaardigden. Als vicepresident verdedigde Ford zo lang mogelijk Nixon tijdens het Watergate-schandaal, maar uiteindelijk moest ook hij inzien dat de positie van de president onhoudbaar was geworden.

### President

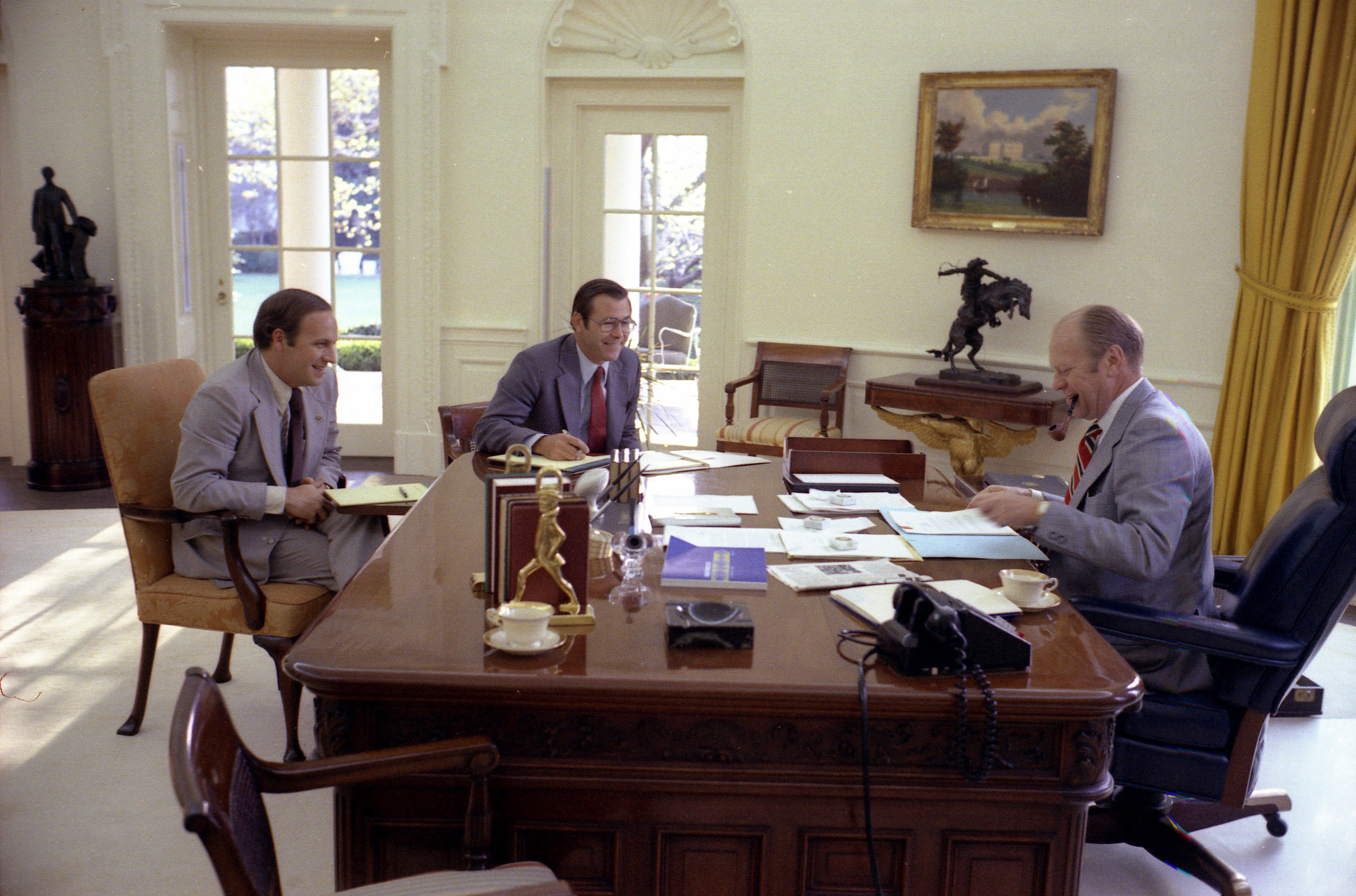
President Ford in de Oval Office op 22 april 1975 met Dick Cheney en Donald Rumsfeld

Ford werd president op 9 augustus 1974 na het aftreden van president Richard Nixon vanwege het Watergate-schandaal. 
Ford is tot nu toe als enige in de Amerikaanse geschiedenis president geworden zonder bij (vice)presidentsverkiezingen door de bevolking gekozen te zijn. Eerdere plaatsvervangers zoals Johnson waren de running-mate geweest van hun voorganger.
Kort na zijn aantreden verleende Ford Nixon gratie. Deze beslissing werd hem zeer kwalijk genomen door een groot deel van het Amerikaanse volk. Ford zette de door zijn voorganger ingezette ontspanningspolitiek met de toenmalige Sovjet-Unie voort. In 1975 liet hij het Amerikaanse leger definitief uit Vietnam wegtrekken. Tijdens Fords ambtstermijn als president hadden de Verenigde Staten nog steeds te maken met economische problemen. 
Tijdens zijn presidentschap werden twee moordaanslagen op Ford gepleegd. Op 5 september 1975 lukte het een volgelinge van Charles Manson een wapen op zijn buik te richten. Zeventien dagen later werd een tweede aanslag verijdeld.
Ford hield Henry Kissinger aan als bemiddelaar. Anwar Sadat overtuigde hem en Kissinger ervan dat ze in 1975 moesten aandringen op een tweede overeenkomst tussen Israël en Egypte over de Sinaï. De onderhandelingen over deze tweede overeenkomst waren echter veel uitdagender en duurden enkele maanden. Na eerste besprekingen met de Egyptenaren en Israëli's concludeerde Ford dat de Israëli's niet zo meewerkend waren als Egypte. In maart riep hij op tot een herbeoordeling van het Amerikaanse beleid ten aanzien van Israël. Dit leidde tot verontwaardiging in de Amerikaanse senaat en Ford matigde zijn toon tijdens de vroege zomer. Uiteindelijk was er in augustus een akkoord in zicht. Kissinger voltooide de tweede Egyptisch-Israëlische terugtrekkingsovereenkomst, bekend als de Sinai Interim Agreement of Sinai II, die Egypte en Israël op 4 september ondertekenden. Deze overeenkomst leidde tot de terugtrekking van de Israëlische strijdkrachten verder naar het oosten in de Sinaï en de vorming van een VN-bufferzone in hun plaats. Met de overeenkomst committeerde de VS zich ook financiële middelen aan te wenden voor de oprichting van drie bemande stations en drie onbemande elektronische sensorvelden in de Sinaï.
Bij de Republikeinse voorverkiezingen van 1976 won Ford maar nipt van tegenkandidaat Ronald Reagan, de latere president. Als Republikeinse presidentskandidaat werd Ford bij de presidentsverkiezingen van november 1976 voorbijgestreefd door zijn Democratische tegenstander Jimmy Carter. Belangrijke redenen van het verlies waren de dreigende economische stilstand en de gratiëring van zijn voorganger Richard Nixon.

### Na zijn presidentschap
In 1980 was Ford bijna de running mate van Ronald Reagan geworden, maar hij wilde als vicepresident een aantal nieuwe bevoegdheden, vooral op het terrein van de buitenlandse politiek. Daarom koos Reagan uiteindelijk voor George H.W. Bush. Na zijn presidentschap ontwikkelde Ford zich enigszins tot woordvoerder van de linkervleugel van de Republikeinen; zo sprak hij zich herhaaldelijk uit tegen een verbod op abortus en vóór gelijke rechten voor homoseksuelen. Hij was een van de weinige Republikeinen die tegen de impeachment (afzettingsprocedure) van de Democratische president Bill Clinton waren.
Na zijn presidentschap raakte Ford goed bevriend met Jimmy Carter, de man die hem in 1976 versloeg. Samen deden ze in 2000 een poging de impasse die ontstond tijdens de presidentsverkiezingen te doorbreken.
De laatste jaren sukkelde Ford met zijn gezondheid. In 2000 werd hij tweemaal getroffen door een lichte beroerte en in 2004 kon hij voor het eerst van zijn leven de Republikeinse Conventie niet bijwonen. Later werd hij drie keer in het ziekenhuis opgenomen, onder andere voor een longontsteking.
Op 26 december 2006 overleed Gerald Ford op 93-jarige leeftijd. Vanaf 30 december 2006 waren er zes dagen van nationale rouw in de Verenigde Staten. De lofrede tijdens de herdenkingsdienst op 2 januari 2007 in de Washington National Cathedral werd uitgesproken door Jimmy Carter. Ford werd begraven bij zijn presidentieel museum in Grand Rapid. Bij de herdenkingsdienst voor de op 100-jarige leeftijd overleden Carter droeg Fords zoon Steven op 9 januari 2025 in dezelfde kathedraal de lofrede voor, die zijn vader had voorbereid voor het geval hij Carter zou overleven.